# Sassuolo
Sassuolo ist eine italienische Gemeinde (comune) mit 40.218 Einwohnern (Stand 31. Dezember 2020) in der Provinz Modena, Region Emilia-Romagna.

## Geographie
Die Kleinstadt liegt etwa 15 km südwestlich von Modena und etwa 44 km westlich von Bologna am rechten Ufer des Flusses Secchia an der Stelle, an der das nach dem Fluss benannte Secchia-Tal aus dem tosko-emilianischen Apennin in die Po-Ebene mündet.

## Wirtschaft
Sassuolo war lange Zeit das Zentrum der italienischen Fliesenindustrie. Als Folge von Produktionsverlagerungen nach Spanien und China ging die Bedeutung dieses Industriezweigs stark zurück und führte zu höherer Arbeitslosigkeit.

## Sehenswürdigkeiten
Zu den wichtigsten Sehenswürdigkeiten der Stadt zählt der Palazzo Ducale der Herzöge von Este aus dem 17. Jahrhundert. Der Architekt war Bartolomeo Avanzini. Der Innenraum wurde mit Fresken des französischen Barock-Malers Jean Boulanger sowie von Angelo M. Colonna und Agostino Mitelli ausgemalt.

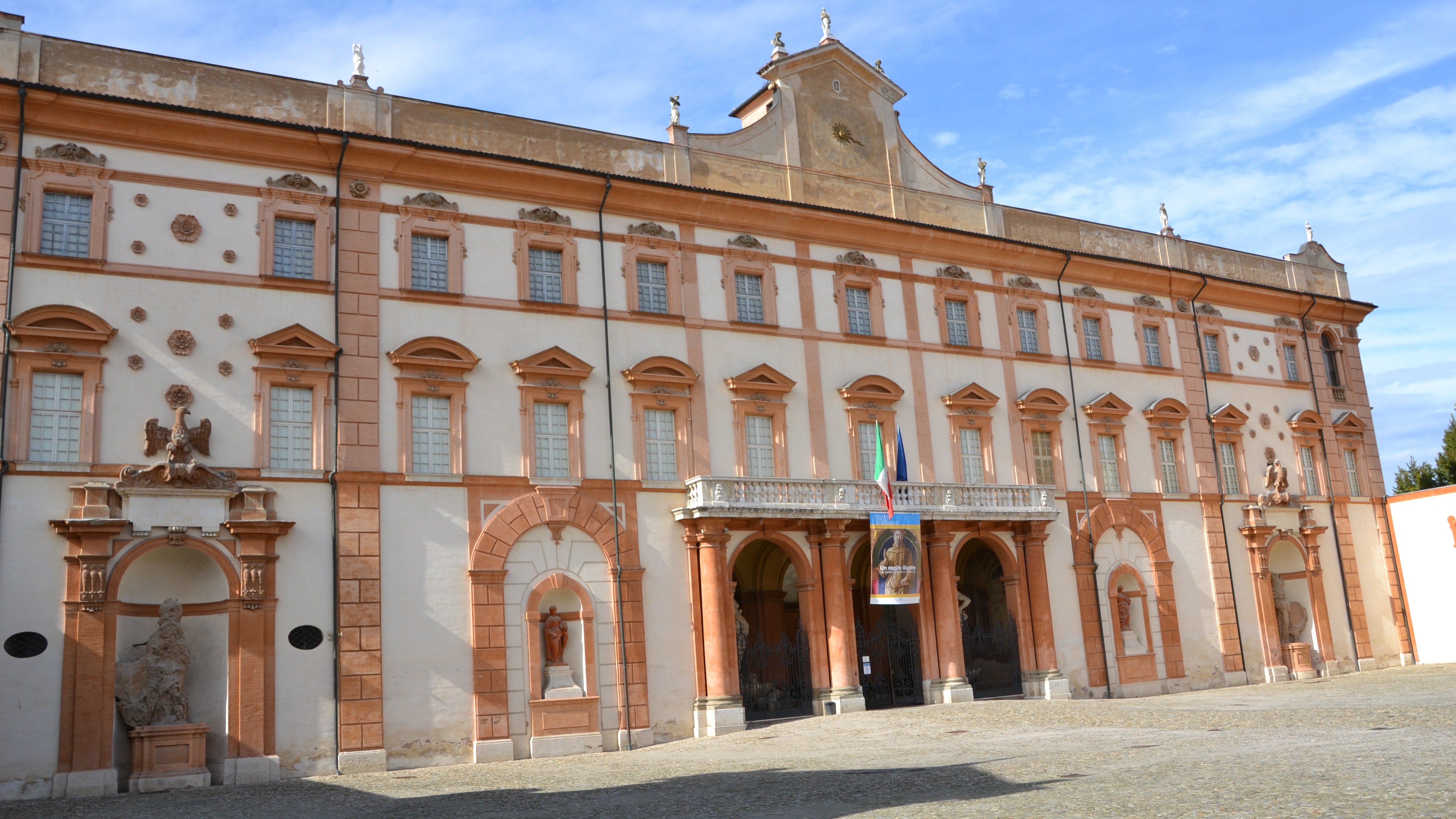
Palazzo Ducale
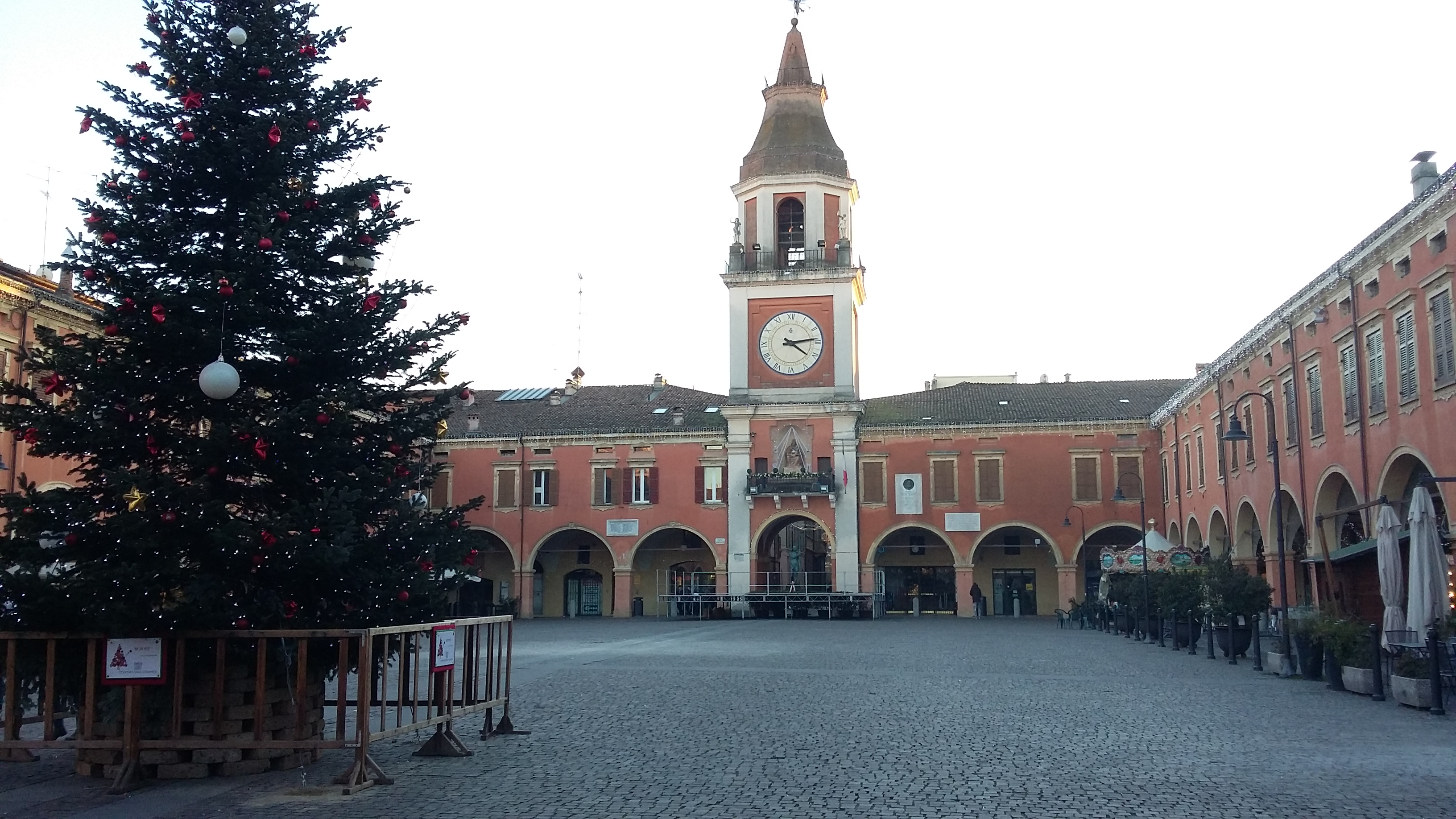
Piazza Garibaldi
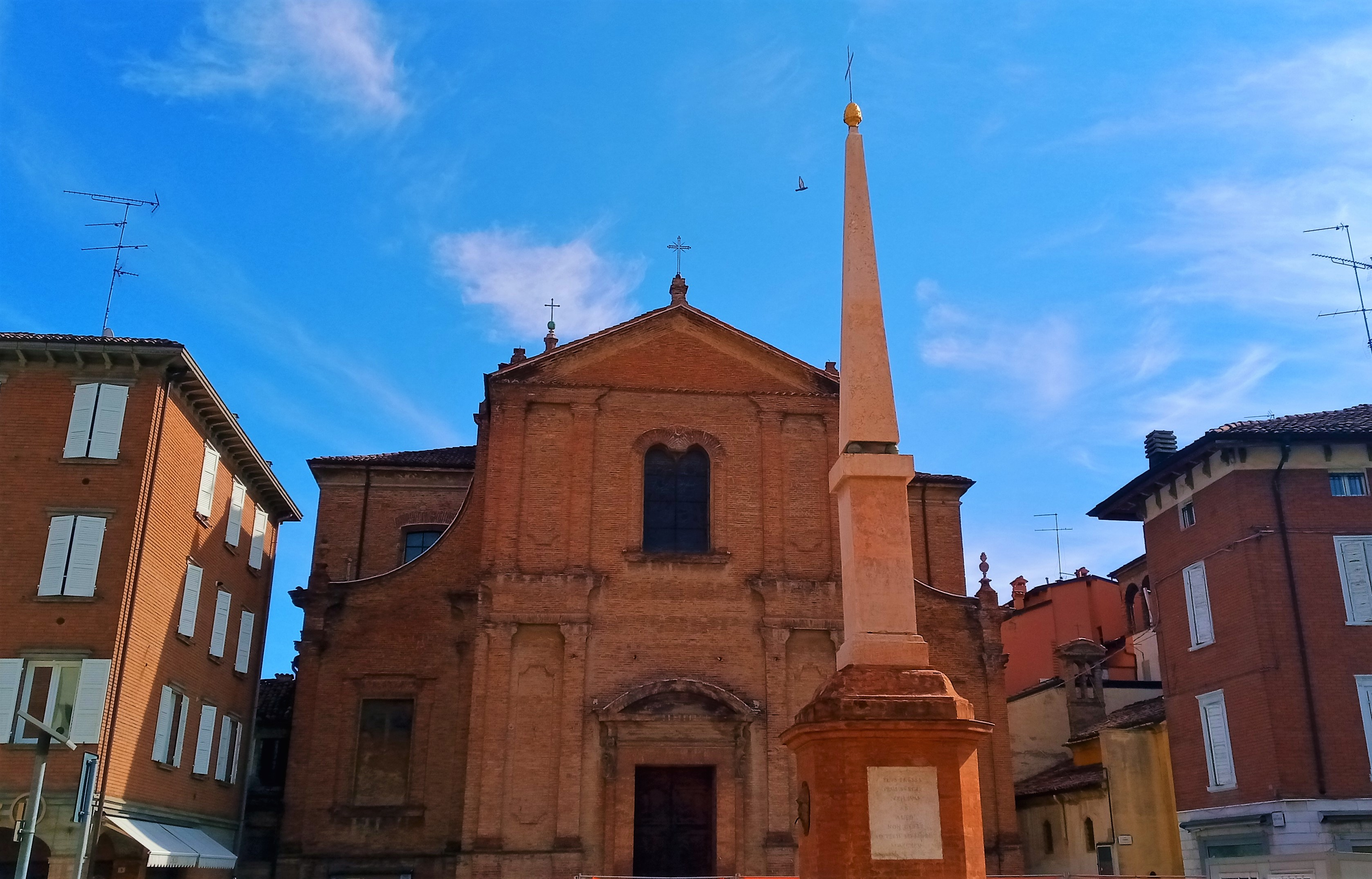
Pfarrkirche San Giorgio
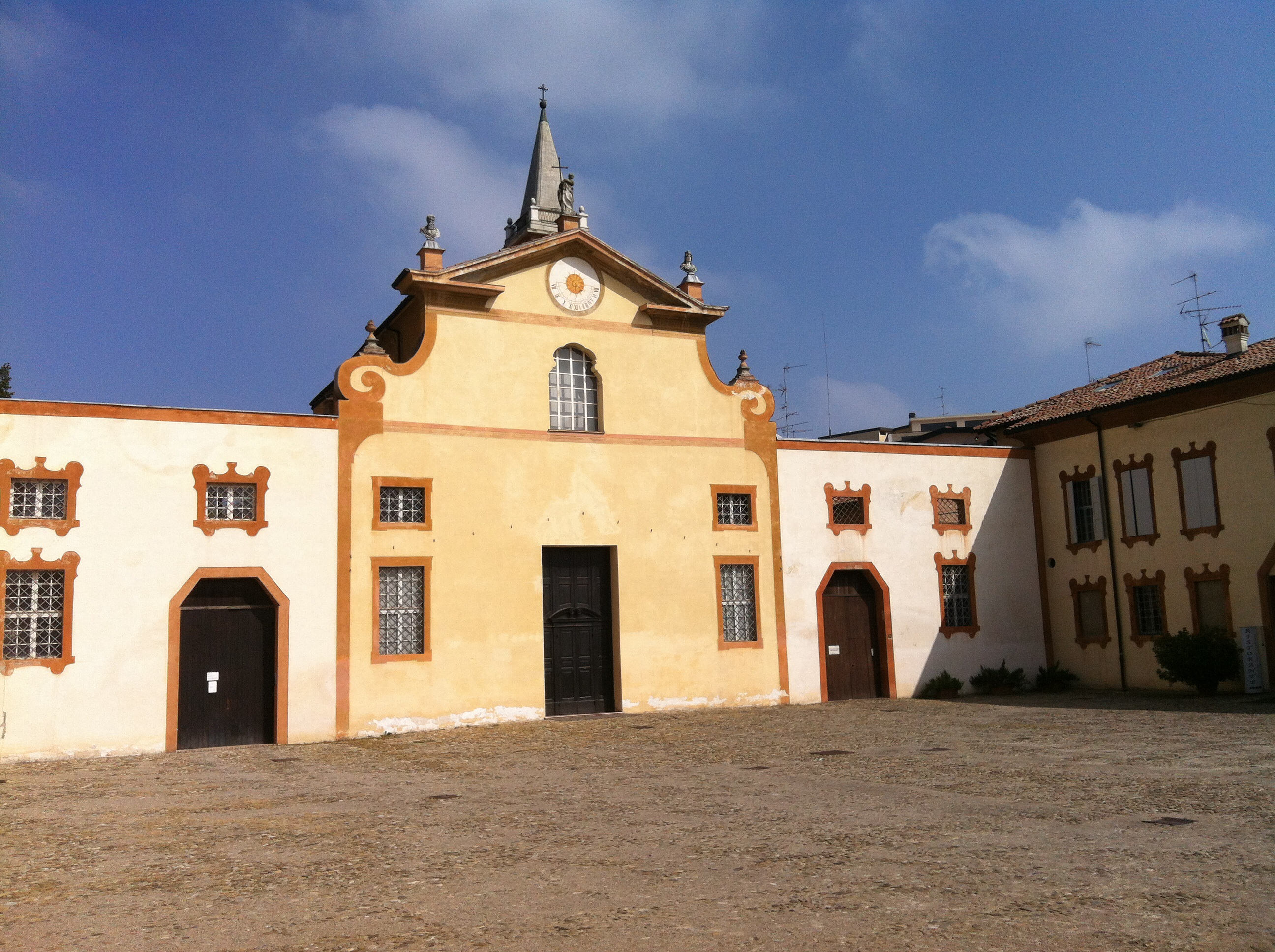
San Francesco in Rocca
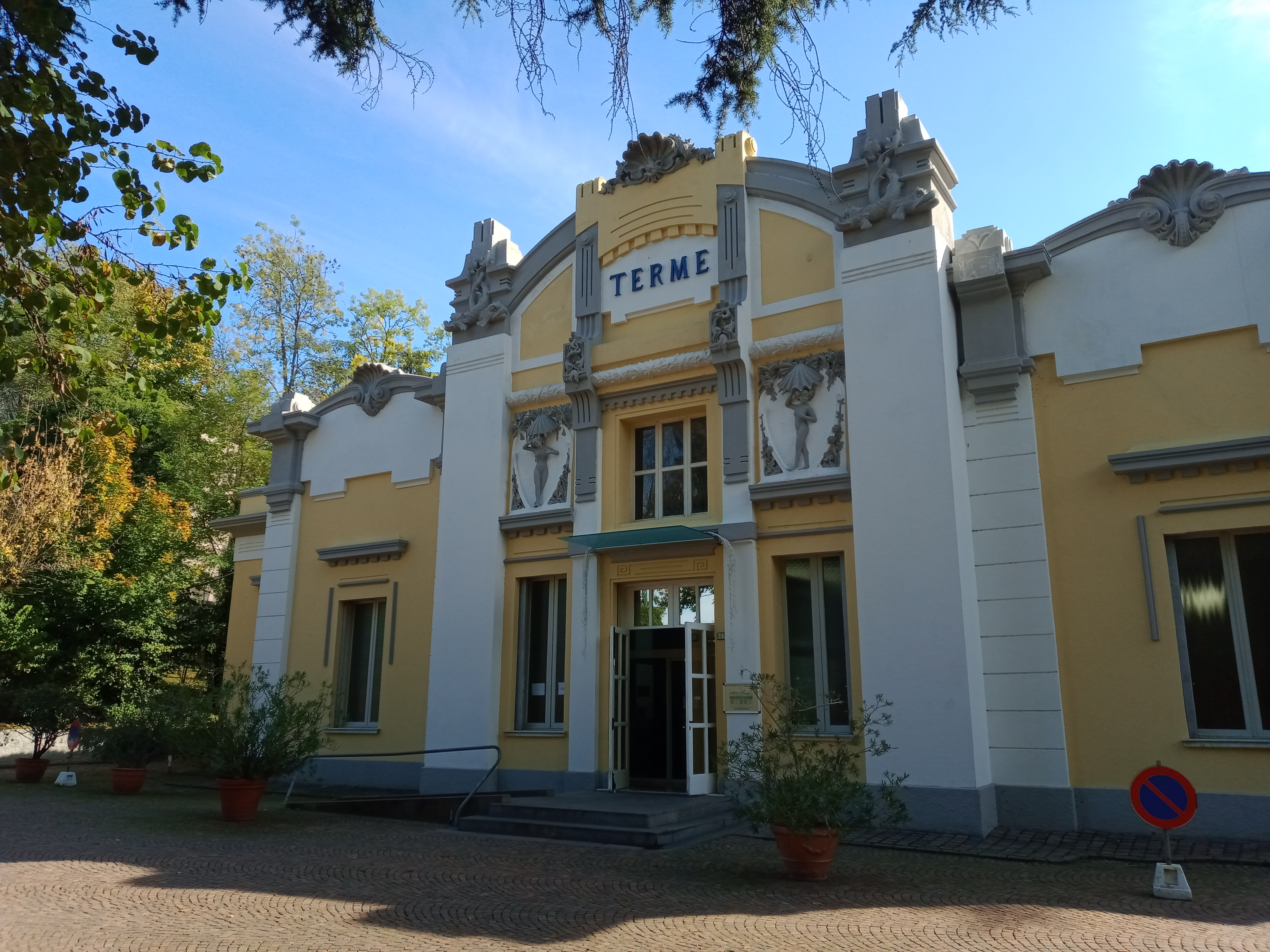
Thermalbad im Ortsteil Salvarola

## Sport
Der Fußballverein US Sassuolo Calcio ist seit Beginn der Spielzeit 2013/14 mit einer Unterbrechung in der Saison 2024/25 in der Serie A vertreten.

## Persönlichkeiten
- Giacomo Cavedone (1577–1660), Maler
- Giuseppe Medici (1907–2000), Politiker
- Camillo Ruini (* 1931),  Kardinalvikar der Diözese Rom und Erzpriester der Lateranbasilika
- Vittorio Messori (* 1941), Schriftsteller
- Luciano Monari (* 1942), Bischof von Brescia
- Giorgio Mariani (1946–2011), Fußballspieler
- Caterina Caselli (* 1946), Sängerin, Schauspielerin und Musikproduzentin
- Giancarlo Corradini (* 1961), Fußballspieler und -trainer
- Andrea Montermini (* 1964), Rennfahrer
- Fabrizio Giovanardi (* 1966), Rennfahrer
- Nek (eigentlich Filippo Neviani, * 1972), Rockmusiker
- Andrea Bertolini (* 1973), Autorennfahrer
- Benedetta Orsi (* 2000), Fußballspielerin
- Gaia Masetti (* 2001), Radrennfahrerin